# Торговый листок
«Торго́вый листо́к» — газета, выходившая в Москве в 1866—1867 годах.

## История
Еженедельная бесплатная газета «Торговый листок» выходила в Москве ежедневно в 1866—1867 годах. В 1867 году выпускалась нерегулярно (через 1—4 дня).
Издавал и редактировал газету М. Курганов.
Газета предназначалась главным образом для коммерческой информации: торговых объявлений, тиражных таблиц, банковских отчетов, ценников и т. п. «Торговый листок» должен был окупаться за счет средств, получаемых от печатания частных объявлений. Убедившись, что его расчеты не оправдались, издатель прекратил газету менее чем через полгода после ее основания.